# Gradnje, Krško
Gradnje este o localitate din comuna Krško, Slovenia, cu o populație de 22 de locuitori.